# Следственный комитет Республики Беларусь
Следственный комитет Республики Беларусь (бел. Следчы камітэт Рэспублікі Беларусь) — орган предварительного следствия в Беларуси, образованный путём слияния следственного аппарата органов прокуратуры с подразделениями предварительного расследования из системы МВД и КГК. Образован 12 сентября 2011 года, начал свою деятельность 1 января 2012 года. Председателем Следственного комитета является Дмитрий Юрьевич Гора (c 11 марта 2021 года).

## История
История белорусского следствия во многом связана со сложившейся системой права в Российской империи и в СССР.
В Российской империи постоянно действующий Следственный аппарат был создан Судебными уставами 1864 года и существовал при судах. В книге первой Судебных уставов «Общее учреждение судебных учреждений» указано, что «для производства следствия по делам о преступлениях и проступках» при судах «состоят Судебные Следователи», которые «назначаются Высочайшую властью, по представлениям Министра Юстиции» на основании представления «общего собрания Суда при участии Прокурора», и увольнение их с должности зависело «от той власти, коею они определены к должностям».
Несмотря на то, что производство предварительного расследования поручалось должностным лицам судов, со времени введения в 1864 г. должностей судебных следователей они фактически выводились из-под административного подчинения руководителей судов, при которых состояли, а также не были они подчинены и прокурорам.
На прокуроров, в соответствии с Уставом уголовного судопроизводства, возлагался надзор за следствием. При этом прокуроры получили достаточно широкие надзорные полномочия за расследованием судебными следователями уголовных дел, в то же время прокуроры лишены были права производства предварительного расследования. Как было записано по этому поводу в данном Уставе, «Прокуроры и их Товарищи предварительное следствие сами не производят, но дают только предложения о том следователям и наблюдают постоянно за производством следственных действий».
В дальнейшем, за истекшую полуторавековую историю своего функционирования, следственный аппарат претерпел немало организационно-структурных перестроек, связанных с изменениями социально-политического строя и решаемых им практических задач.
На заре становления советской власти, Декретом Совета Народных Комиссаров № 1 «О суде» институт следователей был упразднён. Со временем он возродился в виде народных следователей при судах, а впоследствии должности следователей при судах были упразднены и введены в органах прокуратуры, за которыми были также сохранены функции по осуществлению надзора за законностью предварительного расследования уголовных дел, а также в органах внутренних дел и государственной безопасности с сохранением за ними функций по осуществлению оперативно-розыскной деятельности по предупреждению, выявлению, пресечению преступлений, выявлению и установлению лиц, их подготавливающих, совершающих или совершивших.
Предварительное расследование в Республике Беларусь производилось следователями прокуратуры, органов внутренних дел, государственной безопасности и финансовых расследований. Все они входили в структуру соответствующих ведомств.
Решение о создании Следственного комитета было принято 2 августа 2011 года на проведённом под руководством Президента Республики Беларусь совещании по вопросу совершенствования системы органов предварительного расследования. Его образованию предшествовала масштабная научная и аналитическая работа, изучался зарубежный опыт, оценивалась современная ситуация в правовой и общественно-политической сферах. Из системы органов прокуратуры был выделен следственный аппарат, из системы органов внутренних дел и системы органов финансовых расследований Комитета государственного контроля — подразделения предварительного расследования.
12 сентября 2011 года Президент Республики Беларусь А. Г. Лукашенко подписал Указ № 409 «Об образовании Следственного комитета Республики Беларусь».
1 января 2012 года новая следственная структура приступила к функционированию.

## Задачи
Основными задачами Следственного комитета являются:
- всестороннее, полное, объективное и оперативное расследование преступлений в соответствии с подследственностью, установленной уголовно-процессуальным законодательством;
- защита прав и законных интересов граждан, организаций, защита государственных и общественных интересов, соблюдение законности при проверке заявлений и сообщений о преступлениях, возбуждении уголовных дел, производстве предварительного следствия;
- совершенствование следственной работы, внедрение в практику достижений науки и техники, положительного опыта, прогрессивных форм и методов организации предварительного следствия;
- выявление нарушений закона, причин и условий, способствующих совершению преступлений, принятие мер по их устранению;
- участие в пределах своей компетенции в реализации государственной уголовной политики, разработка предложений по совершенствованию правового регулирования в сфере правоохранительной деятельности;
- осуществление в пределах своей компетенции международного сотрудничества в сфере досудебного уголовного производства.

## Структура
Систему Следственного комитета составляют:
- центральный аппарат Следственного комитета;
- Следственные управления Следственного комитета по областям и г. Минску;
- районные (межрайонные), городские, районные в городах Следственные отделы Следственного комитета.

## Международное сотрудничество
Основное место в международной деятельности Следственного комитета Республики Беларусь занимают вопросы взаимодействия с зарубежными коллегами в сфере досудебного производства по уголовным делам. Это вопросы оказания различных видов правовой помощи по уголовным делам.
Следственный комитет Республики Беларусь определён одним из уполномоченных органов по осуществлению непосредственных сношений с центральными, территориальными и другими органами государств, являющихся участниками ряда международных договоров о правовой помощи по уголовным делам.
В соответствии с Законом Республики Беларусь от 13 декабря 2011 года «О внесении дополнений и изменений в некоторые законы Республики Беларусь по вопросам образования Следственного комитета Республики Беларусь» Следственный комитет Республики Беларусь определён компетентным органом, уполномоченным на сношения с компетентными органами государств-участников Содружества Независимых Государств в рамках Конвенции о правовой помощи и правовых отношениях по гражданским, семейным и уголовным делам от 22 января 1993 года в редакции Протокола к ней от 28 марта 1997 года и Конвенции о правовой помощи и правовых отношениях по гражданским, семейным и уголовным делам от 7 октября 2002 года.
Следственный комитет Республики Беларусь является компетентным органом по заключённым в рамках Содружества Независимых Государств международным соглашениям в сфере борьбы с преступностью.
Взаимодействие Следственного комитета Республики Беларусь в вопросах оказания правовой помощи осуществляется на основе международных договоров или принципа взаимности. Правовые основы для оказания международной правовой помощи по уголовным делами на основе принципа взаимности определены в разделе XV Уголовно-процессуального кодекса Республики Беларусь.
За время функционирования Следственного комитета Республики Беларусь налажено конструктивное взаимодействие с правоохранительными органами зарубежных стран, включая Следственный комитет Российской Федерации, Следственный департамент МВД России, МВД Украины, МВД Казахстана. В 2013 году следователи Следственного комитета исполнили просьбы об оказании правой помощи, поступившие от компетентных органов 26 государств, в свою очередь Следственный комитет направил аналогичные просьбы компетентным органам 49 государств.
Следственный комитет Республики Беларусь принимает активное участие в разработке проектов договоров о правовой помощи по уголовным делам и различным аспектам противодействия преступности, совещаниях полномочных представителей, экспертов государств-членов СНГ по разработке и согласованию проектов договоров о международно-правовом сотрудничестве и других в рамках СНГ и Организации Договора о коллективной безопасности.

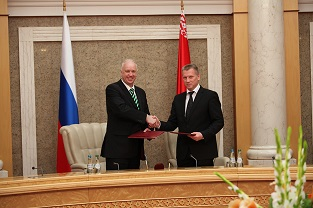
Александр Бастрыкин и Валентин Шаев

 В ходе визита в Минск Председателя Следственного комитета Российской Федерации Бастрыкина А. И. 25 апреля 2013 года подписано Соглашение о сотрудничестве между Следственным комитетом Республики Беларусь и Следственным комитетом Российской Федерации, предусматривающее такие формы взаимодействия, как:
- содействие в подготовке и повышении квалификации кадров, в том числе путём направления в научные и образовательные учреждения;
- содействие в проведении доследственных проверок;
- обмен опытом работы и различной информацией;
- организация рабочих встреч и консультаций по актуальным вопросам;
- проведение совместных научных исследований, научно-практических семинаров и конференций и др.

## Руководство
- Дмитрий Юрьевич Гора — председатель (с 11 марта 2021[2]);
- Олег Станиславович Шандарович — первый заместитель председателя (с 11 декабря 2020 года);
- Сергей Яковлевич Аземша[бел.] (с 19 мая 2016 года)[9];
- Анатолий Иванович Васильев — заместитель председателя (с 16 апреля 2021 года)[10].

### Бывшие председатели
- Вакульчик, Валерий Павлович — c 1 января 2012 года по 16 ноября 2012 года.
- Шаев, Валентин Петрович — с 16 ноября 2012 года по 4 ноября 2015 года[11].
- Иван Данилович Носкевич — с 10 ноября 2015 года[12] по 11 марта 2021 года.

## Международные санкции
9 августа 2021 года Следственный комитет, его председатель Дмитрий Гора, а также первый заместитель председателя Олег Шандарович, заместители председателя Сергей Аземша и Анатолий Васильев были включены в список специально обозначенных граждан и заблокированных лиц США. Ранее в конце 2020 года Аземша, тогдашний председатель Иван Носкевич, заместитель председателя Андрей Смаль и бывший заместитель председателя Алексей Волков были включены в санкционные списки Европейского союза (чёрный список ЕС), Великобритании, Швейцарии и Канады, а летом 2021 года Европейский союз и Швейцария ввели санкции против Горы.

## Научно-практическая деятельность
В соответствии с Указом Президента Республики Беларусь от 25.06.2020 № 244 «О создании учреждения образования» создано Учреждение образования «Институт повышения квалификации и переподготовки Следственного комитета Республики Беларусь», входит в систему Следственного комитета Республики Беларусь, подчиняется центральному аппарату Следственного комитета, является юридическим лицом.
Институт является государственным учреждением образования, которое реализует образовательные программы дополнительного образования взрослых в сфере досудебного уголовного производства. По типу Институт является учреждением дополнительного образования взрослых, по виду — институтом повышения квалификации и переподготовки.
Предметом деятельности Института является образовательная, воспитательная и научная деятельность, осуществляемые в соответствии с законодательством Республики Беларусь.

## Периодическое издание
Журнал «Предварительное расследование» — научно-практический журнал Следственного комитета Республики Беларусь, издаётся с 2017 года, периодичностью один раз в полугодие.

## Профессиональный праздник
12 сентября — День сотрудника органов предварительного следствия.

## Политические репрессии
Следственный комитет Республики Беларусь возбудил более 11 000 уголовных дел экстремисткой направленности в период с 9 августа 2020 по 1 июля 2022 года. Комитет утверждает, что преступные действия экстремисткой направленности начались с 14 июля 2020 года. Правозащитная организация Human Constanta утверждает, что антиэкстремисткое законодательство Республики Беларусь всегда использовалось властями в качестве инструмента политических репрессий.
24 августа 2022 года Следственный комитет заявил о создании и использовании «криминалистической видеотеки» для вычисления «участников уличного террора».
20 марта 2024 года Следственный комитет заявил о возбуждении уголовного дела в отношении представителей «Народных посольств» и «Белорусов зарубежья». Участникам сообществ пригрозили процедурой специального производства и заочными судами. В мае 2024 года силовики начали приходить с обысками в квартиры, в том числе с наложением ареста на имущество, по этому делу к беларусам, которые уехали за границу.